# Les Pitard
Les Pitard est un roman de Georges Simenon, paru en 1935.

## Résumé
Le commandant Lannec entreprend sa première traversée, de Rouen à Reykjavik, à bord d'un vieux cargo, le « Tonnerre-de-Dieu », qu'il vient d'acquérir grâce au soutien financier de sa belle-mère, Mme Pitard. Sa femme exige d'être du voyage, mais la présence de cette épouse abusive a tôt fait d'empoisonner l'atmosphère et de gâter l'humeur de l'équipage. Quand Lannec lui reproche d'être venue pour surveiller son bien, Mathilde Pitard le provoque à son tour en lui vantant ses succès auprès d'un violoniste de Caen : la querelle qui s'ensuit amène le retrait hautain de Mme Pitard dans sa cabine. 
Quand le cargo arrive à Hambourg, où il doit livrer ses cent tonnes de fret, l'atmosphère est devenue totalement irrespirable : l'équipage et le commandant profitent de l'escale pour s'offrir une joyeuse virée et vont même jusqu'à ramener des femmes à bord. Quant à Mathilde, en dépit des demandes réitérées de son mari, elle refuse obstinément d'abandonner la partie. Le « Tonnerre-de-Dieu » reprend son voyage sur une mer déchaînée. 
Têtus, les époux continuent de s'ignorer, mais ils sont également gênés par les témoins du bord. Une nouvelle querelle, plus violente, achève de les dresser l'un contre l'autre. Mathilde accuse son mari d'exploiter les Pitard dans le seul dessein de filer en Amérique pour rejoindre une quelconque de ses maîtresses. Mais un S.O.S. lancé d'un chalutier en perdition coupe court à ses récriminations. Lannec se porte au secours de la « Françoise » dont il connaît le capitaine. Au cours du sauvetage cependant, secouée par l'horreur du drame et vaincue par son propre débat, Mathilde se jette à l'eau et se noie. De retour vers la France où sera inhumée sa femme, Lannec s'aperçoit qu'il l'aimait.

## Aspects particuliers du roman
Récit d’une navigation qui dépeint, parallèlement à un conflit psychologique, les petits côtés, difficiles ou mesquins, de la vie à bord. 

## Fiche signalétique de l'ouvrage

### Cadre spatio-temporel

#### Espace
La mer du Nord, à bord du « Tonnerre-de-Dieu », jusqu’à la côte islandaise. Hambourg. 

#### Temps
Époque contemporaine.

### Les personnages

#### Personnage principal
Émile Lannec. Commandant du « Tonnerre-de-Dieu ». Marié, pas d’enfants. Âge mûr.

#### Autres personnages
Mathilde Pitard, son épouse, fille d’une riche famille de Caen.

## Éditions
- Prépublication en feuilleton dans le bimensuel Les Annales, n° 2516-2520, du 15 octobre au 10 décembre 1934 avec des illustrations de Lalande.
- Édition originale : Gallimard, 1935
- Tout Simenon, tome 19, Omnibus, 2003  (ISBN 978-2-258-06104-0)
- Folio Policier, n° 335, 2004  (ISBN 978-2-07-030021-1)
- Romans durs, tome 2, Omnibus, 2012  (ISBN 978-2-258-09356-0)
- Romans durs, tome 2, Omnibus, 2023  (ISBN 978-2-258-20259-7)

## Source
- Maurice Piron, Michel Lemoine, L'Univers de Simenon, guide des romans et nouvelles (1931-1972) de Georges Simenon, Presses de la Cité, 1983, p. 40-41  (ISBN 978-2-258-01152-6)